# Міст через життя
«Міст через життя» — радянський двосерійний біографічний телефільм 1986 року, знятий режисером Олегом Гойдою на Кіностудії ім. О. Довженка

## Сюжет
Телефільм за мотивами роману Ігоря Малишевського «Міст через три життя». Про життя та діяльність радянського вченого, спеціаліста в галузі мостобудування та зварювання Євгена Оскаровича Патона (1870—1953). Інтелігент, залишаючись вірним собі, він проходить через різні історичні епохи (революція, громадянська війна, численні зміни влади в Україні), переживає безліч розчарувань, але знаходить своє щастя у науково-технічній творчості та стає великим фахівцем у галузі мостобудування.

## У ролях
- Олександр Філіппенко — Євген Патон (озвучив О. Дем'яненко)
- Ольга Гобзєва — Наталія, дружина Патона
- Ірина Буніна — Сашенька, сестра Євгена
- Олена Чекан — Ольга, сестра Наталії
- Вацлав Дворжецький — Євген Патон у похилому віці (озвучив О. Дем'яненко)
- Володимир Горюшин — Мішель
- Леонід Д'ячков — Курдюмов, професор ПГУПСа
- Сергій Козирєв — Фелікс Ясинський, професор ПГУПСа
- Леонід Бакштаєв — начальник Будмосту
- Андрій Подубинський — Андрій Петрович
- Леонід Яновський — викладач інституту, опонент Патона
- Віктор Мірошниченко — член бюро
- Геннадій Болотов — Щербина, начальник міськпункту
- Олександр Титов — голова губкому
- Раїса Недашківська — Катерина Дмитрівна, мати Євгена
- Степан Олексенко — Оскар Петрович, батько Євгена
- Опанас Кочетков — дядько Панас, гувернер Євгена
- Шаур Тарія — епізод
- Владислав Кудієвський — Гоша
- Геннадій Нілов — Проскуряков, професор
- Зінаїда Дехтярьова — Євдокія Карпівна
- Віктор Демерташ — гарсон
- Віктор Гоголєв — Леопольд Ніколаї, професор
- Євген Меркур'єв — епізод
- Ігор Єфімов — Анікєєв, купець І гільдії
- Сергій Полежаєв — голова ради Інституту шляхів сполучення
- Анатолій Юрченко — чоловік на відкритті мосту
- Михайло Ігнатов — студент
- Юрій Гур'янов — епізод
- Анатолій Непокульчицький — епізод
- Галина Старикова — епізод
- Альоша Кваснюк — Євген Патон у дитинстві
- Ваня Ханенко — епізод
- Анатолій Лук'яненко — лікар
- Георгій Дворников — чоловік на мітингу
- Борис Александров — чоловік на маніфестації
- Агафія Болотова — жінка на маніфестації з портретом імператора
- Світлана Кондратова — жінка на маніфестації
- Ваня Янчук — племінник Патона
- В'ячеслав Воронін — брат Євгенія
- Віктор Панченко — солдат у шпиталі
- Євген Пашин — солдат у шпиталі
- Микола Сектименко — викладач інституту
- Анатолій Барчук — жандарм
- Сергій Дворецький — комісар
- Олександр Агєєнков — студент
- Олександр Костильов — студент
- Юрій Мисєнков — студент
- Валентин Грудинін — член бюро
- Людмила Логійко — сусідка Патонів
- Едуард Чинаваєв — епізод
- Валерій Шевченко — епізод

## Знімальна група
- Режисер — Олег Гойда
- Сценарист — Ігор Малішевський
- Оператор — Вадим Іллєнко
- Композитор — Володимир Дашкевич
- Художник — Валерій Софронов